# Bolitophila basicornis
Bolitophila basicornis is een muggensoort uit de familie van de Bolitophilidae. De wetenschappelijke naam van de soort is voor het eerst geldig gepubliceerd in 1951 door Mayer.